# Павленко Микола Миколайович
Микола Миколайович Павленко (нар. 7 травня 1979, Лозова, Харківська область, УРСР) — український футболіст, воротар.

## Життєпис
Вихованець харківського спортінтернату. Розпочав професіональну кар'єру в кіровоградській «Зірці-2». Пізніше грав за «Явір-Суми», «Спартак-2» (Москва), СКА (Ростов-на-Дону). Влітку 2003 року повернувся в «Явір-Суми», який на той час вже мав назву «Спартак».
У 2004 році перейшов до київського «Арсеналу». У Вищій лізі дебютував 12 червня 2005 року в матчі проти бориспільського «Борисфена» (0:1). Влітку 2005 року перейшов в «Борисфен». Потім грав за «Кримтеплицю» й дубль ФК «Харків». У лютому 2008 року перейшов в фінський клуб «РоПС». Відігравши 5 матчів, був відрахований зі складу клубу через підозри в причетності до шахрайської схеми, пов'язаної з грою на тоталізаторі. Влітку 2008 року перейшов у луганський «Комунальник», але через проблеми клуб припинив своє існування. Після цього став гравцем узбецького клубу «Насаф» з міста Карші, з 2010 року виступав у «Навбахорі». У вересні 2010 року перейшов до луцької «Волині». У 2011 році приєднався до свердловського «Шахтаря». Футбольну кар'єру завершив у складі ФК «Суми», кольори яких захищав з 2011 по 2013 рік.